# Pholidapus dybowskii
Pholidapus dybowskii är en fiskart som först beskrevs av Steindachner, 1880.  Pholidapus dybowskii ingår i släktet Pholidapus och familjen taggryggade fiskar. Inga underarter finns listade i Catalogue of Life.